# فهرست کتاب‌های ممنوعه

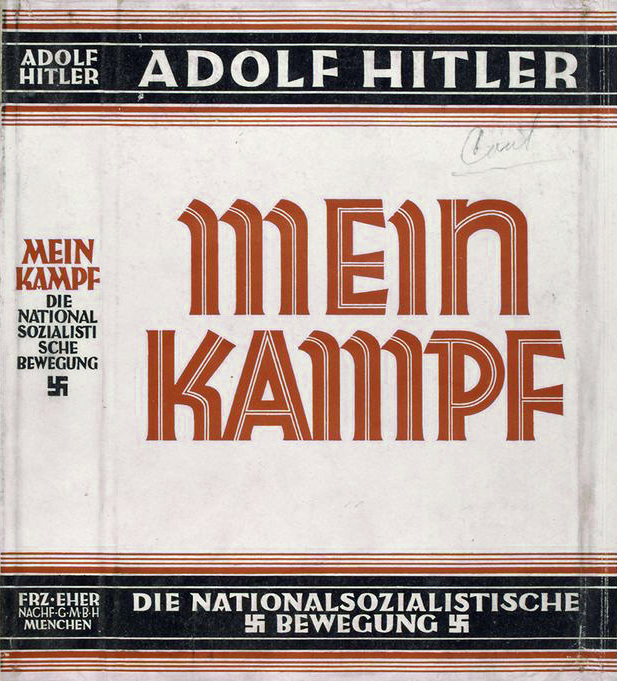
کتاب «نبرد من» اثر آدولف هیتلر توسط چندین دولت اروپایی ممنوع شده است.

این یک نمایه‌ای از فهرست‌های کتاب‌های ممنوعه است که شامل کتاب‌هایی می‌شود که توسط مقام‌های مذهبی یا دولت‌ها ممنوع یا سانسور شده‌اند.

## بر اساس کشور
- سانسور کتاب در کانادا
- سانسور کتاب در چین
- فهرست کتاب‌های ممنوعه در هند
- سانسور کتاب در ایران
- فهرست نویسندگان ممنوعه در آلمان نازی
- فهرست کتاب‌های ممنوعه در نیوزیلند
- فهرست کتاب‌های ممنوعه در پاکستان
- سانسور کتاب در جمهوری ایرلند
- سانسور کتاب در ایالات متحده

## از سوی نهادهای دینی
- فهرست نویسندگان و کتاب‌های ممنوع‌شده در فهرست کلیسای کاتولیک